# Praobdellidae
Praobdellidae (лат.) — семейство бесхоботных пиявок, включающее 8 родов. Для представителей семейства характерен паразитизм на слизистых оболочках позвоночных (реже — беспозвоночных) животных, питание кровью.

## Общая характеристика
Для Praobdellidae характерно уменьшение числа зубов, а иногда (у Tyrannobdella) — и челюстей. В то время, как многие челюстные пиявки-гематофаги питаются, прокусывая кожу, представители этого семейства не способны на это ввиду слабого развития челюстей, а потому питаются на слизистых оболочках, чаще всего ротовой полости и глотки, реже — трахеи, анального отверстия, уретры и влагалища. Задняя присоска крупная, вероятно, для лучшего закрепления на влажной поверхности слизистых.
В 2017 году было показано, что Praobdellidae питаются не только на млекопитающих: представители этого семейства были найдены паразитирующими на крабе Geothelphusa dehaani.

## Ареал
Преимущественно азиатские и африканские виды. Tyrannobdella эндемична для Южной Америки (населяет верховья Амазонки), Pintobdella chiapasensis и ряд видов Limnobdella обитают в Мексике. На территории бывшего СССР семейство представлено конскими пиявками (Limnatis).

## Таксономия
Каталог Interim Register of Marine and Non-marine Genera включает в семейство 7 родов. Ещё один род, Pintobdella, не упоминается в каталоге, однако также отнесён к этому семейству как сестринский (наиболее близкий) к Tyranobdella. Известны следующие роды:
1. Dinobdella Moore, 1927
2. Limnatis Moquin-Tandon, 1827
3. Limnobdella Blanchard, 1893
4. Myxobdella Moore, 1917
5. Parapraobdella Phillips, Oosthuizen & Siddall, 2011
6. Pintobdella Caballero, 1937
7. Praobdella Blanchard, 1896
8. Tyrannobdella Phillips et al., 2010

Наиболее родственными семействами являются Semiscolescidae и Macrobdellidae.